# Гіркий корінь
Гіркий корінь, сосюрея (рос.)(укр.) (Saussurea) — рід багаторічних трав родини айстрових.

## Історія
Рід був описаний Декандолем та названий на честь двох своїх співвітчизників-натуралістів батька і сина Соссюр (Saussure). Батько, (Орас Бенедикт де Соссюр) був геологом, відомим дослідником Альп, займався вивченням продихів і підйому живильних речовин по стовбуру рослин. Син (Ніколя Теодор де Соссюр) відомий як хімік і фізіолог рослин.

## Опис
Листя чергується, від цілісного до перисторозсіченого. Квітки трубчасті, обох статей, переважно рожеві або пурпурові, в суцвіттях — кошиках, які створюють загальне суцвіття, або іноді поодинокі. Плід — сім'янка з чубком з перистих волосків.

## Види
Розрізняють понад 430 видів, що ростуть в Євразії й Північній Америці (докладніше див. Список видів роду гіркий корінь). В Україні зростають види: гіркий корінь альпійський (Saussurea alpina), гіркий корінь звичайний (Saussurea amara), гіркий корінь різнобарвний (Saussurea discolor), гіркий корінь Порція (Saussurea porcii), гіркий корінь солонцевий (Saussurea salsa).
Найвідоміші гіркий корінь звичайний (Saussurea amara) і гіркий корінь солонцевий (Saussurea salsa), обидва види ростуть на солончаках, засолених луках і степах. Більшість видів гіркого кореня ростуть в субальпійському й альпійському поясі гір по луках, кам'янистих схилах, осипах, скелях, в гірській тундрі. У горах Тянь-Шань, Памір, Куньлунь, Тибет, Каракорум і Гімалаї на висотах 4500–5000 м росте сосюрея гнафалієвидна (Saussurea gnaphalodes), що є однією з найвисокогірніших квітів. Це дуже незвичайна рослина, яку неможливо не примітити у високогір'ї. Схожа на неї сосюрея льодовикова (Saussurea glacialis) також росте на великих висотах.

## Використання
В Кореї стебла Saussurea grandifolia вживають в їжу як чвінамуль.